# Kalanchoe grandidieri
Kalanchoe grandidieri är en fetbladsväxtart som beskrevs av Henri Ernest Baillon. Kalanchoe grandidieri ingår i släktet Kalanchoe och familjen fetbladsväxter. Utöver nominatformen finns också underarten K. g. itampolensis.

## Bildgalleri

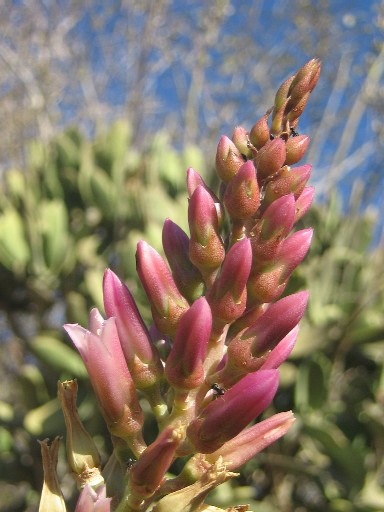